# Орден «За особисту мужність» (Білорусь)
Орден «За особисту мужність» (біл. За асабістую мужнасць) — орден Білорусі.

## Статут
Орденом «За особисту мужність» нагороджуються громадяни:
- за виняткову мужність і особисту хоробрість, проявлену при виконанні військового обов'язку, громадянського або службового обов'язку;
- за самовіддані вчинки, здійснені в екстремальних умовах;
- за мужність, виявлену при захисті державного кордону;
- за мужність, виявлену при охороні громадського порядку;
- за сміливі та рішучі дії в умовах, пов'язаних з ризиком для життя.

Орден «За особисту мужність» носиться на лівій стороні грудей і за наявності інших орденів розташовується після ордена «За службу Батьківщині».

## Опис
Орден «За особисту мужність» являє собою позолочений, покритий червоною емаллю хрест на тлі позолоченої чотиригранної площини з зображенням ребристих променів. В центрі хреста розміщений круг діаметром 22 мм, який покритий білою емаллю, з написом «За асабістую мужнасць» і зображенням лаврових гілок. У центрі круга — червона п'ятикутна зірочка на темно-червоному тлі. Круг накладений на позолочений меч. Зворотний бік ордена має гладку поверхню, в центрі знаходиться номер ордена.
Медаль за допомогою вушка і кільця з'єднується з п'ятикутною колодкою, обтягнутою муаровою стрічкою золотистого кольору з поздовжньою бордовою смугою посередині. По боках стрічка має по одній поздовжній смужці: з лівого боку — білу, з правого — бордову.
Орден «За особисту мужність» виготовляється зі срібла з позолотою.

## Кавалери ордена
- Макаров Ігор Вікторович — білоруський дзюдоїст
- Яборов Костянтин Гансович — військовий льотчик
- Свентецький Сергій Річардович — рядовий, стрілок конвойного батальйону (посмертно)
- Дінара Алімбекова — олімпійська чемпіонка, біатлоністка.
- Ірина Кривко — олімпійська чемпіонка, біатлоністка.
- Надія Скардіно — олімпійська чемпіонка, біатлоністка.
- Дар'я Домрачева — олімпійська чемпіонка, біатлоністка.
- Дмитро Павліченко — полковник МВС, якого звинувачують у численних політичних вбивствах.